# Robert Rayford
Robert Rayford (ur. 3 lutego 1953, zm. 15 maja 1969) – amerykański nastolatek z Missouri często identyfikowany jako Robert R. ze względu na jego wiek, uznawany za najwcześniejszy znany przypadek osoby zakażonej HIV w Ameryce Północnej. Chorobę będącą przyczyną jego zgonu udało się rozpoznać dopiero w 1987 roku, kiedy to wykonano ponowne badanie zachowanych tkanek.

## Choroba
Na początku roku 1968, 15-letni Afroamerykanin Robert Rayford zgłosił się do szpitala miejskiego w St. Louis, Missouri. Jego nogi i genitalia były pokryte brodawkami i owrzodzeniami. Miał też ciężki obrzęk jąder i okolic miednicy, które później rozprzestrzeniły się na nogi, wówczas rozpoznano obrzęk limfatyczny. Był bardzo chudy i blady oraz miał napady duszności. Rayford powiedział lekarzom, że dolegliwości te towarzyszyły mu od ponad roku. Badania wykryły zakażenie bakterią Chlamydia trachomatis. Zaproponowano wykonanie badania proktologicznego, którego Rayford odmówił. Podejrzewano, że był homoseksualistą lub biseksualistą. Pod koniec roku 1968 wydawało się, że stan chorego się ustabilizował, ale w marcu 1969 r. objawy pojawiły się ponownie, a stan gwałtownie się pogorszył. Miał znacznie większe trudności z oddychaniem, a liczba białych krwinek gwałtownie spadła. Rozpoznano niedobór odporności. Zmarł 15 maja 1969 roku.

## Sekcja zwłok
Podczas sekcji zwłok chorego w tkankach miękkich lewego uda rozpoznano mięsaka Kaposiego, który wówczas był spotykany głównie u starszych mężczyzn w obszarze basenu Morza Śródziemnego lub potomków Żydów aszkenazyjskich. Opis tego przypadku został opublikowany w czasopiśmie medycznym Lymphology w 1973 roku. Po sekcji zwłok próbki krwi i tkanek były przechowywane w chłodni Uniwersytetu Arizony.

## Późniejsze badania

### Testy
W 1984 roku kiedy po raz pierwszy odkryto wirusa HIV (pierwotnie nazwanego HTLV-3), rozprzestrzeniał się on szybko w społeczności Nowego Jorku i Los Angeles wśród homoseksualistów. Dr Marlys Witte, jeden z lekarzy, którzy jak Elvin-Lewis miał pod opieką Rayforda przed śmiercią, a także uczestniczył w sekcji zwłok, zachowane próbki tkanki z autopsji poddał badaniom, których wynik był jednak negatywny. Trzy lata później, w czerwcu 1987 roku, dr Witte postanowił przetestować próbki ponownie przy użyciu Western blot. Test ten wykazał obecność przeciwciał dziewięciu wykrywalnych białek strukturalnych wirusa HIV we krwi Rayforda. Test ponowiono, otrzymując identyczne wyniki.

### Wpływ na badania w sprawie pochodzenia AIDS
Rayford nigdy nie podróżował poza obszar środkowo-zachodnich Stanów Zjednoczonych i twierdził, że nigdy nie otrzymał transfuzji krwi. Zatem zakażenie wirusem HIV niewątpliwie nastąpiło poprzez kontakt seksualny, a ponieważ nigdy nie opuścił kraju, naukowcy zakładają, że HIV/AIDS mogło być obecne w Ameryce Północnej zanim Rayford zaczął wykazywać objawy w 1966 roku. Ponadto Rayford nigdy nie odwiedził kosmopolitycznych miast takich jak Nowy Jork, Los Angeles lub San Francisco, gdzie wydawało się, że po raz pierwszy zaobserwowano epidemię HIV/AIDS. Lekarze i inni specjaliści, którzy z kolei badali tę sprawę w latach 80. spekulowali, że Rayford mógł być wykorzystywany seksualnie lub zmuszany do prostytucji.